# Aneomochtherus petrishtshevae
Aneomochtherus petrishtshevae là một loài ruồi trong họ Asilidae. Aneomochtherus petrishtshevae được Stackelberg miêu tả năm 1937. Loài này phân bố ở vùng Cổ Bắc giới.